# 方法的懐疑
方法的懐疑（ほうほうてきかいぎ、仏: doute méthodique 英: methodical doubt）とは、ルネ・デカルトによって提唱された哲学用語。これはデカルトによる哲学の革新の出発点であり、確実なものに到達するまでの手段として行われる懐疑。この世に存在する偏見や謬見、あるいは真実らしく見えているものの不確実であるなど疑う余地が少しでもあるならば、疑う余地があるとして否定していくということである。これを徹底して行うということで、我思う、ゆえに我ありという哲学の第一原理に到達した。